# 石黒沙良
石黒 沙良（いしぐろ さら、1988年6月15日- ）は、日本のAV女優。

## 略歴
東京都出身。
2008年1月にAVデビュー。

## 出演作品

### アダルトビデオ
2008年
- 現役有名女子大生AVデビュー ～肉体偏差値も高いのよ～ （1月5日、ヒビノ）
- ULTRA BIG TITS Gcup 石黒沙良（2月13日、プレステージ）
- 街で噂のエッチな♥都市伝説（2月21日、V&Rプロダクツ）
- 萌えあがる募集若妻 88（2月22日、プレステージ）
- 巨乳天国おっぱいパブ（3月25日、ROCKET）
- E-BODY（4月13日、E-BODY）[1]
- 女子大生限定 Gカップ家庭教師センター Wキャスト 2（5月9日、アップス）
- レイプ中出し 5 理不尽に中出しされた7人のギャル（5月10日、隼エージェンシー）
- こだわりの手コキ 4時間SP 8 30人のハンドメイド（5月10日、隼エージェンシー）
- Big Boin Style 2（5月10日、隼エージェンシー）
- 正太郎コンプレックス 少年の体の虜になった巨乳女教師（5月15日、グローリークエスト）
- BODY TIGHTS（5月22日、V&Rプロダクツ）
- 美人OLのランチタイム 3 オフィス街の肉欲交尾（6月5日、グローリークエスト）
- 逆ナンパ女子校生（6月14日、隼エージェンシー）
- GCUP巨乳ダイナマイトスペシャル（6月30日、ゴリラプロジェクト）
- エロい女 03（7月4日、GLAY'z）
- みんな大好き巨乳女子校生（7月5日、HMJM）
- 女子校の近くに監視カメラ付きのカラオケ屋を開いてみた（7月7日、カッコイイ!!）
- BIG BAM BOMB 04（7月10日、ラストラス）
- フェラコレ2008夏SP（7月12日、隼エージェンシー）
- 極Style（8月21日、h.m.p）
- 僕の家庭教師 フルキャスト（9月12日、マックス・エー）
- Office Lady REAL （10月24日、ビッグモーカル）

2009年
- 巨乳レイプ4時間 第15章（2月15日、隼エージェンシー）
- オフィスレディのエッチな裏のお仕事 AV面接編（2月27日、ビッグモーカル）
- AV出演希望の一般企業のOLを面接がてらヤっちゃいました!（3月25日、ビッグモーカル）
- 私たち女子校生とHしませんか? H相手をナンパする12人の女子校生（9月15日、隼エージェンシー）